# Anthony Island
Anthony Island är en ö i Kanada. Den ligger i North Coast Regional District och provinsen British Columbia, i den sydvästra delen av landet. Arean är 1,7 kvadratkilometer.
Terrängen på Anthony Island är platt. Öns högsta punkt är 65 meter över havet. Den sträcker sig 2,5 kilometer i nord-sydlig riktning, och 1,8 kilometer i öst-västlig riktning.